# The Invisible Band
The Invisible Band è il terzo studio album della indie rock band scozzese Travis.
Come il precedente album della band, è prodotto da Nigel Godrich noto in particolare per il suo lavoro con i Radiohead.
È uscito l'11 giugno 2001 nel Regno Unito.

## Tracce
1. Sing – 3:48
2. Dear Diary – 2:57
3. Side – 3:59
4. Pipe Dreams – 4:05
5. Flowers in the Window – 3:41
6. The Cage – 3:05
7. Safe – 4:23
8. Follow the Light – 3:08
9. Last Train – 3:16
10. Afterglow – 4:05
11. Indefinitely – 3:52
12. The Humpty Dumpty Love Song – 5:01
  - Ring Out the Bell (ghost track versione U.S.A.), scritta e cantata da Dougie Payne
  - You Don't Know What I'm Like (ghost track versione U.S.A.), scritta e cantata da Andy Dunlop

## Formazione
- Francis Healy – voce, chitarra
- Andy Dunlop – chitarra
- Dougie Payne – basso
- Neil Primrose – batteria